# Station Lipno Nowe
Station Lipno Nowe is een spoorwegstation in de Poolse plaats Lipno.